# Cunard Line
Cunard Line je britsko-americké rejdařství se sídlem v Carnival House v Southamptonu. Je součástí korporace Carnival Corporation & plc. Už více než století[kdy?] jde o největšího dopravce přes severní Atlantik.[zdroj?]
V roce 1839 získal kanadský obchodník Samuel Cunard jako první povolení na převážení pošty přes Atlantik a o rok později založil společnost British and North American Royal Mail Steam Packet Company a se čtyřmi parníky operoval na trase Liverpool-Halifax-Boston. Během příštích 30 let držely jeho lodě většinu času Modrou stuhu za nejrychlejší přeplutí Atlantského oceánu. V 70. letech však Cunard předstihli jeho rivalové White Star Line a Inman Line. Aby mohla bojovat s konkurencí a navýšit svůj kapitál, byla firma v roce 1879 přeorganizována a stala se Cunard Steamship Company, Ltd.
V roce 1902 se White Star Line připojila k americkému sdružení International Mercantile Marine Co. a britská vláda poskytla Cunardu půjčky a dotace na výstavbu dvou velkých parníků, aby byla společnost opět konkurenceschopná. Byly to lodě Mauretania, která držela Modrou stuhu v letech 1909–1929, a Lusitania, která byla ovšem v roce 1915 potopena, což byl jeden z důvodů vstupu USA do první světové války. Ke konci 20. let se Cunard musel potýkat s další konkurencí v podobě nových velkých německých, francouzských a italských parníků. Po vypuknutí Velké hospodářské krize byla firma přinucena zastavit stavbu nového velkého parníku, Queen Mary. V roce 1934 jí proto vláda poskytla půjčku na dokončení Queen Mary a vybudování Queen Elizabeth, ale podmínkou bylo sloučení s konkurenční White Star Line a vznik nové společnosti Cunard-White Star Ltd. Cunard vlastnil dvě třetiny této společnosti, ale v roce 1947 nakonec odkoupil podíl White Star Line a v roce 1950 bylo jméno změněno zpět na Cunard Line.
Během druhé světové války sloužily některé lodi společnosti pro Royal Navy. Tehdejší ministerský předseda Winston Churchill odhadl, že jen Queen Mary a Queen Elizabeth pomohly válku urychlit nejméně o rok. Po válce se Cunard opět stal největším dopravcem přes Atlantik a během 50. let zajišťovalo přepravu do USA a Kanady 12 jeho lodí. Po roce 1958 přestala transatlantická lodní doprava profitovat kvůli nástupu letecké dopravy, proto Cunard v roce 1968 tyto pravidelné linky zrušil a soustředil se na výletní plavby a transatlantické plavby pro rekreanty. Původní lodě nahradila nová Queen Elizabeth 2. Od roku 1998 je Cunard součástí Carnival Corporation & plc a o pět let později byla Queen Elizabeth 2 nahrazena Queen Mary 2. Kromě ní má Cunard ještě další dvě lodě, Queen Victoria a Queen Elizabeth.

## Historie

### 1840–1865

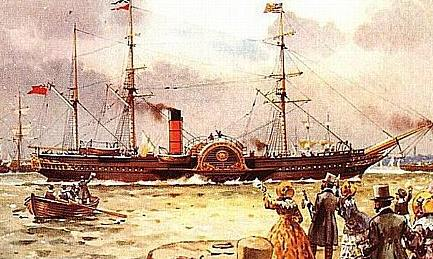
Britannia, první parník Cunard Line sloužící na transatlantické lince

V roce 1756 začala britská vláda posílat na pravidelné měsíční plavby poštovní brigy z Falmouthu do New Yorku. Kromě pošty mohlo na těchto lodích plout ještě několik cestujících, ale žádný náklad. V roce 1818 začala společnost Black Ball Line provozovat pravidelnou linku New York – Liverpool se svými klipry, čímž začala novou éru, kdy americké poštovní lodě dominovaly na severoatlantských linkách a která trvala až do zavedení parníků na tyto linky. Britský parlament se v roce 1836 rozhodl pro provozování poštovních linek soukromými společnostmi, aby zůstaly konkurenceschopné. Za přidělování licencí zodpovídala admiralita. Kontrolorem se v dubnu 1837 stal průzkumník a dobrodruh Sir William Edward Parry. Za Nové Skotsko žádal Joseph Howe parlament o provozování poštovních linek do Halifaxu. Po příjezdu do Londýna v květnu 1838 začal Howe jednat o podnikání se svým přítelem Samuelem Cunardem, který vlastnil loď a do Londýna jezdil na obchodní cesty. Cunard a Howe byli partneři, Howe dokonce dlužil Cunardovi 300 liber (dnes asi 21 724 liber). Zatímco se Cunard vrátil do Halifaxu, aby navýšil kapitál, Howe pokračoval v jednáních. Po kanadských povstáních v roce 1837 došli v Londýně k závěru, že by linky do Halifaxu byly užitečné pro armádní účely.
V listopadu toho roku vypsal Parry konkurz na provozování měsíčních poštovních linek do Halifaxu s parníky o výkonu 300 koňských sil. Společnost Great Western Steamship Company, která tentýž rok o něco dříve zprovoznila novou linku Bristol-New York, nabídla za 45 000 liber měsíční poštovní službu na lince Bristol-Halifax-New York se třemi loděmi o výkonu 450 koní. Společnost British and American Steam Navigation Company žádnou nabídku nepodala, ale St. George Steam Packet Company, která vlastnila parník Sirius, nabídla za 45 000 liber měsíční plavby na trase Cork-Halifax a za 65 000 měsíční službu na trase Cork-Halifax-New York. Admiralita však odmítla obě nabídky, protože žádná ze společností nebyla schopná tuto službu zprovoznit dostatečně brzy.
Cunard, který byl v Halifaxu, se o nabídce dozvěděl až po vypršení lhůty. Vrátil se tedy do Londýna a začal jednat s admirálem Parrym, který byl jeho dobrý přítel od dob, kdy Parry o dvacet let dříve sloužil v Halifaxu jako důstojník. Cunard mu nabídl plavby každé dva týdny od 20. května 1840. Ačkoli Cunard v té době žádnou loď nevlastnil, byl investorem na parníku Royal William a vlastnil uhelné doly v Novém Skotsku. Cunardův hlavní mecenáš byl Robert Napier, dodavatel parních motorů pro Royal Navy. Znal se také s vysoce postavenými politiky na Novém Skotsku, což po tamějších povstáních, kdy bylo třeba přeorganizovat podporu, přišlo Londýnu vhod.

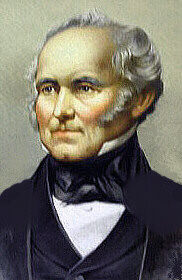
Samuel Cunard, zakladatel společnosti

Přes protesty společnosti Great Western přijal Parry v květnu 1839 Cunardovu nabídku servisu se třemi parníky na trase Liverpool-Halifax s rozšířením do Bostonu a dodatečnými plavbami do Montrealu za 55 000 Liber. Tato roční částka byla později zvýšena na 81 000 Liber kvůli připojení nové čtvrté lodě, přičemž odjezdy z Liverpoolu byly v zimě každý měsíc a po zbytek roku každé dva týdny. Parlament prošetřil argumenty ve stížnosti Great Westernu a podpořil rozhodnutí admirality. Napier a Cunard sháněli další investory, podpořili je například podnikatel James Donaldson, Sir George Burns a David MacIver. V květnu 1840 těsně před odjezdem první lodě založili British and North American Royal Mail Steam Packet Company s počátečním kapitálem 270 000 liber, který byl později navýšen na 300 000 liber (v roce 2011 to bylo 21 239 138 liber), z toho Cunard dal 55 000 liber. Burns měl na starosti stavbu nových lodí, MacIver každodenní povinnosti a Cunard byl „první z rovných“ ve společnosti. Po smrti MacIvera v roce 1845 převzal všechny jeho závazky na dalších 35 let jeho mladší bratr Charles.

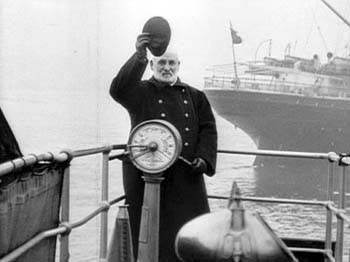
Kapitán mává z paluby jedné z lodí Cunard Line

V květnu 1840 provedl přímořský kolesový parník Unicorn první plavbu společnosti do Halifaxu a dodatečnou do Montrealu. O dva měsíce později první ze čtyř parníků třídy Britannia vyplul z Liverpoolu a o 12 dní a 10 hodin později při průměrné rychlosti 8,5 uzlů (15,7 km/h) doplul do Halifaxu a poté pokračoval do Bostonu. Později byla objednána stavba nových dvou parníků, z nichž jeden měl nahradit loď Columbia, která ztroskotala poblíž Nového Skotska a potopila se beze ztráty na životech. V roce 1848 zvýšila britská vláda dotaci na 156 000 liber, a proto mohl Cunard zdvojnásobit četnost plaveb. Dále si objednal čtyři nové parníky na přímou linku do New Yorku.
Už od počátku se Cunardovy lodě vyznačovaly červeným komínem se dvěma nebo třemi vodorovnými pásy a černým vrškem, za což byl odpovědný s největší pravděpodobností Napier. Ve svých loděnicích v Glasgow už tuto kombinaci použil na soukromou parní jachtu Thomase Asshetona Smithe Menai. Její renovovaný model v dopravním muzeu v Glasgow tento fakt potvrzuje.
Cunardův důraz na bezpečnost byl jedním z rozhodujících faktorů úspěšných začátků firmy. První dva pokusy o transatlantickou plavbu totiž selhaly. Parník President společnosti British and American Steam Navigation ztroskotal při bouři a Great Britain společnosti Great Western najel na mělčinu kvůli chybě v navigaci. Cunardovy rozkazy důstojníkům a kapitánům zněly: „Vaše loď je naložena, vezměte ji, na rychlosti nezáleží, jeďte svou vlastní cestou, doplujte s ní bezpečně, vraťte se s ní bezpečně – bezpečnost je vše, co je vyžadováno.“ Především pravidelné kontroly Charlese MacIvera přispěly k dobrým výsledkům v této oblasti.
V roce 1850 zprovoznily americká Collins Line a britská Inman Line nové transatlantické linky. Americká vláda podporovala Collins Line většími částkami, než dostával Cunard. Inman Line zase ukázala, že parníky s železným trupem poháněné šrouby mohou profitovat i bez dotací. Tato společnost také jako první přepravovala cestující v prostorách v trupu. Obě tyto firmy potkalo v roce 1854 velké neštěstí. O rok později začal Cunard Collins Line konkurovat, když vybudoval parník s železným trupem Persia, který následně získal Modrou stuhu na trase Liverpool-New York, kterou zvládl za 9 dní a 16 hodin s průměrnou rychlostí 13,11 uzlů (24,28 km/h).
Během Krymské války poskytl Cunard 11 lodí pro armádní účely. Do roku 1856 byla každá britská transatlantická linka zrušena kromě Cunardovy poštovní Liverpool-Halifax. Zatímco zisky Collinsu díky zákazu konkurenčních linek nejprve vzrůstaly, později utrpěl těžkou ránu, když přišel o dva parníky. Cunard se tak stal hlavním dopravcem cestujících v salónové třídě a v roce 1862 si objednal novou loď Scotia, poslední kolesový parník, který získal Modrou stuhu. Inman přepravil vůbec nejvíce pasažérů díky úspěchu kajut v trupech lodí. Kvůli konkurenceschopnosti zprovoznil Cunard s těmito typy parníků novou linku Liverpool-New York. Postupně nahradil i zbylé tři dřevěné parníky na poštovní lince do New Yorku.

### 1865–1897

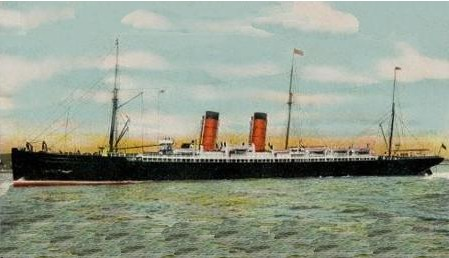
Etruria, rok 1885

Po smrti Cunarda v roce 1865 se na jeho místo dostal Charles MacIver. Konzervativní firmě však zůstala neochota ke změnám, a proto ji snadno předběhla konkurence přizpůsobivější novým technologiím. V roce 1866 Inman začal budovat lodě poháněné šroubem po vzoru Cunardovy Scotie. Cunard odpověděl rychlým parníkem se stejným pohonem Russia, po které následovaly ještě dva větší. V roce 1871 se oběma společnostem postavil nový rival, White Star Line se svými parníky třídy Oceanic. Tito lamači rekordů také měli úspornější motory a kromě toho nastavily nový standard luxusu se svými jídelními salóny uprostřed lodi a dvakrát většími kajutami. Inman stihl své lodě ještě přebudovat, ale Cunard za oběma rivaly zaostal. V průběhu sedmdesátých let byly jeho lodě na transatlantických linkách nejpomalejší.

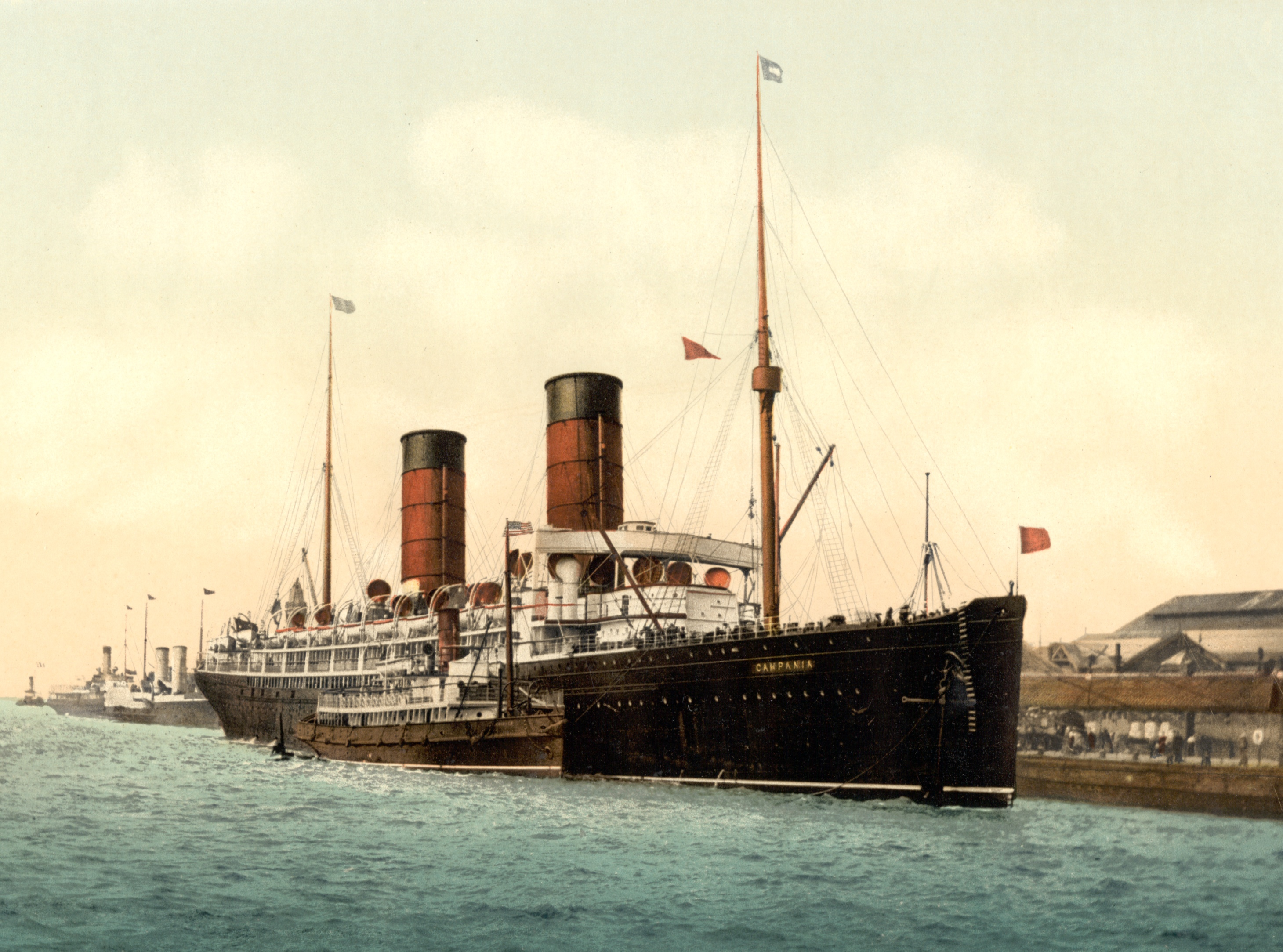
Campania, rok 1893

V roce 1867 šla transatlantická poštovní služba opět do konkurzu. Společnosti Cunard, Inman a německá Norddeutscher Lloyd měly každá jednu ze tří týdenních poštovních linek do New Yorku, přičemž čtrnáctidenní do Halifaxu nyní připadla Inmanu. Cunard i nadále dostával dotace 80 000 liber (5 165 840 liber v roce 2011), zatímco NDL a Inman byly placené pouze za přepravu pošty. O dva roky později bylo toto přeorganizováno a Cunard podepsal kontrakt na přepravu pošty dvakrát týdně do New Yorku na 7 let s roční dotací 70 000 liber. Inman podepsal podobný kontrakt na přepravu třikrát týdně a dotace 35 000 liber.
Krach na vídeňské burze v roce 1873 zapříčinil pětiletý úpadek lodní dopravy, který postihl i tři hlavní transatlantické konkurenty. V roce 1876 kontrakty vypršely a pošta zrušila společnostem jejich dotace. Podle nových kontraktů pošta platila jen podle hmotnosti přepravených zásilek a Cunard se musel vzdát jedné linky ve prospěch White Star Line. Každé úterý, čtvrtek a sobotu odplula loď jedné ze tří firem s poštou z Liverpoolu do New Yorku.
Kvůli navýšení kapitálu byla v roce 1879 British and North American Royal Mail Steam Packet Company přeorganizována na veřejnou akciovou společnost Cunard Steamship Company, Ltd. Pod novým šéfem Johnem Burnsem (1839–1900), synem zakladatele George Burnse, si společnost objednala stavbu čtyř nových parníků počínajících Servií, první osobní lodí s elektrickým osvětlením všech prostor. V roce 1844 také odkoupila nového držitele Modré stuhy, parník Oregon, od rejdařství Guion Line, které potřebovalo splatit dluhy vůči loděnicím. Ten rok také nechala postavit další držitele rekordů, parníky Etrutia a Umbria, schopné plout rychlostí 19,5 uzlů (36,1 km/h). Nově získaná vedoucí pozice Cunardu od roku 1887 se začala otřásat, když konkurenti představili nové parníky poháněné dvěma šrouby. V roce 1893 Cunard postavil ještě rychlejší parníky, držitele modré stuhy, Campanii a Lucanii. Tyto lodě dosahovaly rychlosti 21,8 uzlů (40,4 km/h).

### 1897–1929

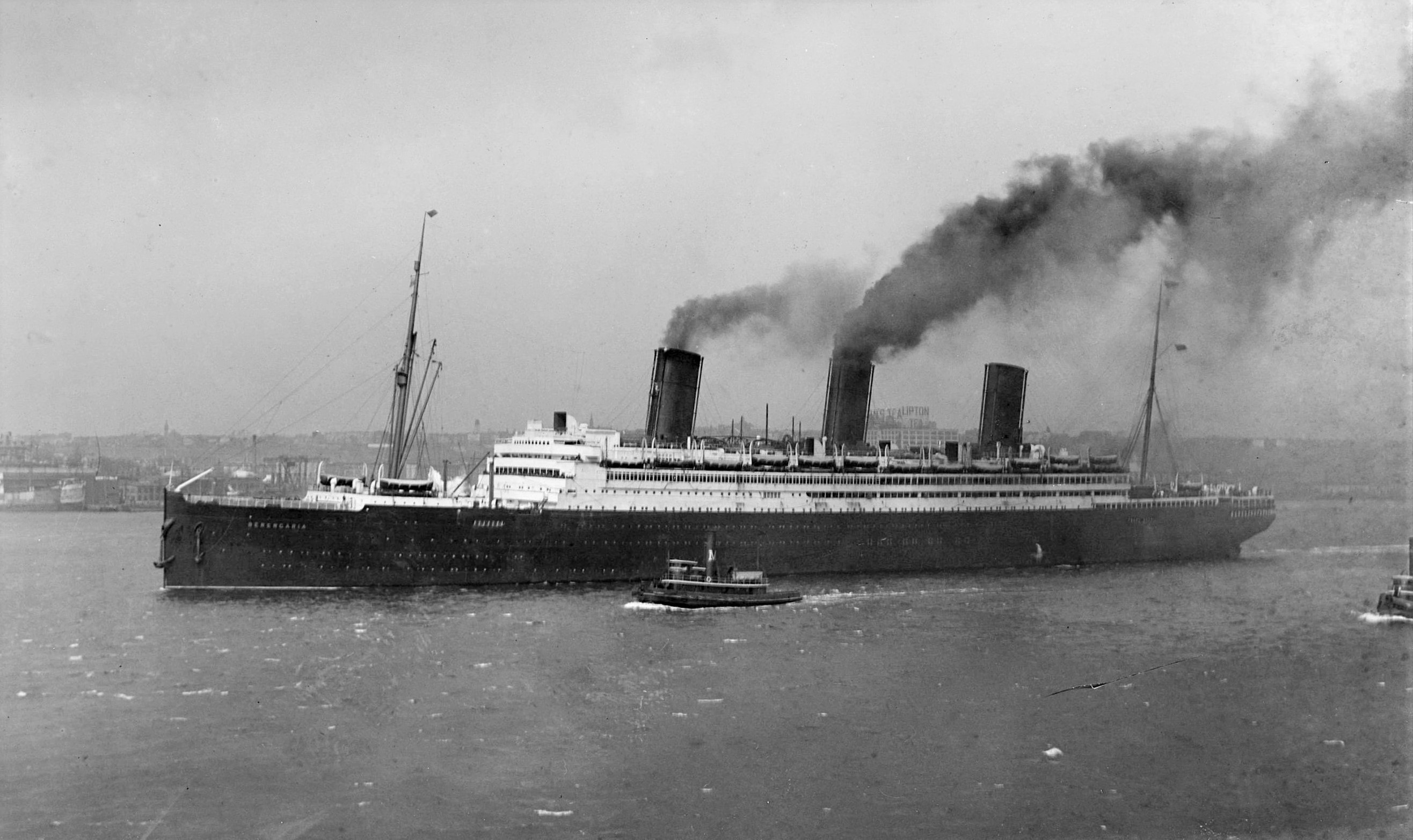
Berengaria (51 950 BRT), rok 1913, původně Imperator rejdařství Hamburg America Line, kterého získal Cunard v roce 1921 v rámci reparací jako náhradu za potopenou Lusitanii

Krátce poté, co si Cunard znovu vydobyl svou převahu na transatlantických linkách, se objevili noví konkurenti. Začalo to koncem 60. let, kdy měly některé německé firmy parníky téměř stejně rychlé, jako byly ty britské z Liverpoolu. V roce 1897 získal Modrou stuhu parník rejdařství Norddeutscher Lloyd Kaiser Wilhelm der Grosse s průměrnou rychlostí 22,5 uzlů (41,7 km/h) a byl následován dalšími. Než aby soupeřila se svými konkurenty v rychlosti, postavila White Star Line lodě zvané Velká čtyřka, které vynikaly především v luxusu a které začaly hodně profitovat. V roce 1902 se připojila ke sdružení International Mercantile Marine, co. (IMM), které mělo vysoký kapitál a vlastnilo American Line včetně Inman Line a jiných. IMM také mělo uzavřené obchodní smlouvy s Hamburg America Line a Norddeutscher Lloyd.

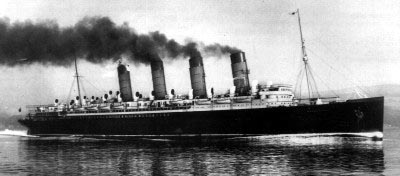
Mauretania (31 950 BRT) v roce 1907, která držela Modrou stuhu 20 let

Během tzv. éry Dreadnought byla britská prestiž na vrcholu. Vláda dotovala Cunard částkou 150 000 liber ročně a k tomu mu poskytla půjčku 2,5 milionu liber (199 milionů liber v roce 2011) na stavbu dvou velkých parníků, držitelů Modré stuhy, Mauretania a Lusitania s maximální rychlostí 26 uzlů (48,2 km/h). V roce 1904 zavedl Cunard novou linku Fiume-New York se zastávkami v Itálii a na Gibraltaru. Další rok nechal postavit dvě lodě, které měly přímo konkurovat White Star Line na trase Liverpool-New York. V roce 1911 odkoupil společnost Thompson Line a o pět let později pohltil Royal Line.
Aby nezaostaly, i White Star Line a Hamburg America Line si objednaly každá tři luxusní parníky. White Star Line parníky třídy Olympic o rychlosti 21,5 uzlů (39,8 km/h) a Hamburg America Line parníky Třídy Imperator o rychlosti 22,5 uzlů (41,7 km/h). Všechny byly větší a luxusnější, ale ne tak rychlé jako Mauretania a Lusitania. Cunard ještě postavil další loď, Aquitanii o rychlosti 24 uzlů (44,4 km/h), čímž zkompletoval své trio. Tuto novou očekávanou konkurenci však narušila série neštěstí. Parník White Star Line Titanic se během své první plavby po srážce s ledovcem potopil a jeho sesterská loď Britannic a Cunardova Lusitania byly potopené ve válce. Trojici parníků německé Hamburg America Line pak získali spojenci jako součást válečných reparací.
V roce 1917 si Cunard postavil nové sídlo v Liverpoolu. Neoklasicistní Cunard Building byla poslední z tzv. Three Graces. Toto sídlo Cunard používal až do 60. let.
Po válce začal Cunard budovat jako náhradu za ztracené parníky 11 nových lodí. Southampton nahradil Liverpool jako hlavní britskou destinaci tříloďové linky do New Yorku. Jako náhradu za potopenou Lusitanii získal parník Imperator, který přejmenoval na Berengaria. V roce 1926 měl Cunard větší flotilu než před válkou a jeho hlavní konkurent White Star Line byl v úpadku a sdružení IMM ho odprodalo.

### 1929–1971
I přes úpadek transatlantické lodní dopravy v roce 1929 postavili Němci, Italové a Francouzi nové velké lodě. Německý Bremen získal Modrou stuhu s průměrnou rychlostí 27,8 uzlů (51,5 km/h), Italský Rex ho překonal průměrem 28,9 uzlů (53,5 km/h) a francouzská Normandie to završila přeplutím Atlantiku v roce 1937 za méně než čtyři dny rychlostí 30,58 uzlů (56,63 km/h). Proto si Cunard v roce 1930 objednal loď, která se měla vyrovnat aspoň prvním dvěma zmíněným parníkům a která měla plout na trase Southampton-New York. Práce na trupu pod označením 534 však byla zastavena kvůli špatné ekonomice.
V roce 1934 byla White Star Line na pokraji krachu. Britský poslanec David Kirkwood se zasadil o to, že britská vláda půjčila Cunardu 3 miliony liber na dokončení trupu 534 a dalších pět milionů na druhou loď, pokud se Cunard sloučí s White Star Line s cílem opětovného nastartování britské ekonomiky. Sloučení proběhlo a vznikla nová firma Cunard White Star, Ltd, kde Cunard vlastnil přibližně dvě třetiny kapitálu.
Nově vzniklá společnost tak měla až příliš mnoho lodí, proto ty starší prodala do šrotu. To se týkalo Mauretanie a lodí White Star Line Olympic a Homeric. V roce 1936 byl Majestic, který patřil White Star Line, odstaven a nahrazen dokončeným trupem 534, teď už pojmenovaným Queen Mary. Ta v roce 1938 při průměrné rychlosti 30,99 uzlů (57,39 km/h) získala Modrou stuhu. Jako další byly postaveny lodě Queen Elizabeth a menší druhá Mauretania. Ta byla používána na transatlantických linkách, když byla některá z předchozích dvou lodí odstavena v suchém doku. Berengaria byla v roce 1938 po sérii požárů prodána do šrotu.

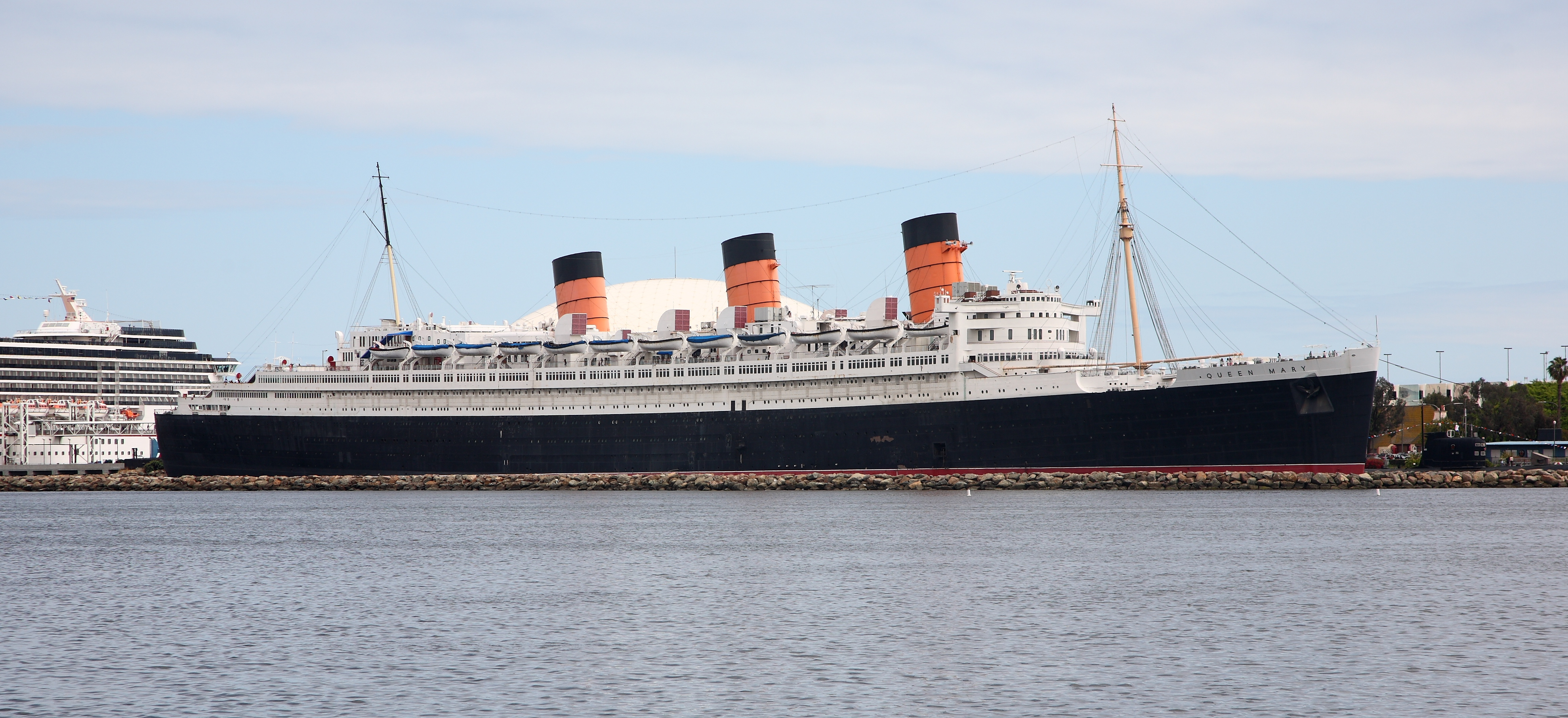
Queen Mary (80 700 BRT) odstavená na Long Beach v Kalifornii jako plovoucí muzeum a hotel

Během druhé světové války sloužily Queen Mary a Queen Elizabeth jako transportní lodě a Winston Churchill řekl, že pomohly válku nejméně o rok urychlit. Ačkoli hlavní čtyři lodě Cunardu (Queen Mary, Queen Elizabeth, Mauretania a Aquitania) z války vyvázly bez poškození, mnoho menších lodí bylo ztraceno. Lancastria i Laconia byly potopeny s velkými ztrátami na životech.

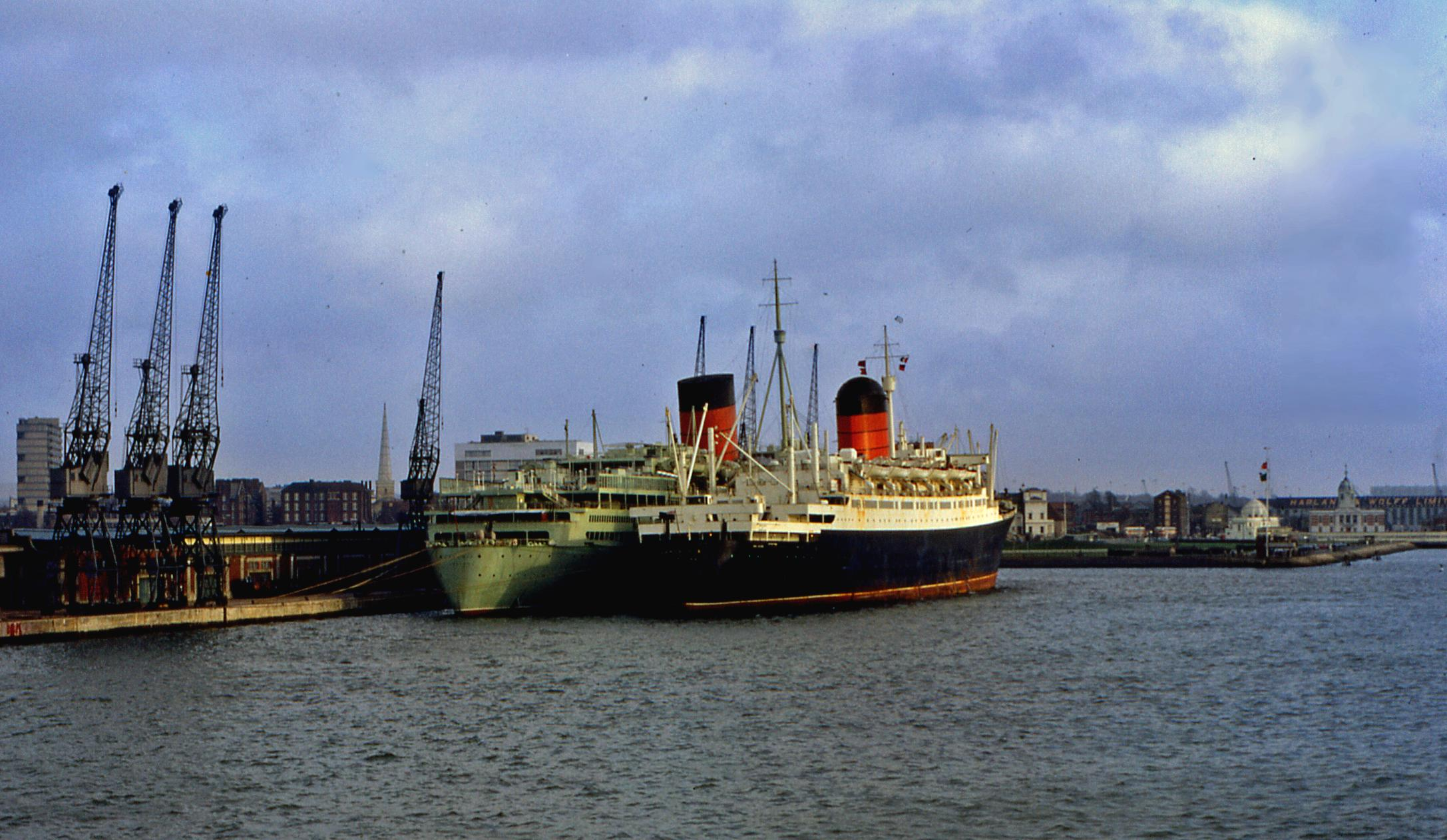
Caronia a Carinthia kotví v Southamptonu

V roce 1947 Cunard odkoupil podíl White Star Line a společnost se tak jmenovala už jen Cunard Line. Společnost nechala postavit pět nákladních lodí a dvě nákladní s ubytováním pro cestující. Caronia byla dokončena v roce 1949 a o rok později dosloužila Aquitania. Cunard byl v dobré pozici, aby využil vzrůstající poptávku po transatlantické přepravě během 50. let. V té době představil nový slogan: „Dostat se tam je polovina zábavy.“ S novými parníky obsluhoval linky do New Yorku a Kanady. Loď bývalé White Star Line Britannic z roku 1929 sloužila až do roku 1960.
V roce 1960 vláda sjednala s Cunardem stavbu nového projektu s označením Q3, lodi s hrubou prostorností 75 000 BRT, která měla nahradit Queen Mary. V plánu bylo ustanoveno, že vláda poskytne finance na většinu nákladů. Kolem plánu se v červnu 1961 vedly diskuse kvůli vzrůstající popularitě letecké přepravy přes Atlantik. Po dohodnutém pozměnění plánu měla být nová loď menší, ale nakonec byla vybudována Queen Elizabeth 2 o prostornosti 70 300 BRT, která sloužila od roku 1969.
Deset let od zahájení letecké transatlantické přepravy už byla většina tradičních námořních linek zrušena. V roce 1965 byla odstavena Mauretania, o dva roky později i Queen Mary a Caronia a v roce 1968 i Queen Elizabeth. Další dvě lodě byly prodány. Cunard zkusil přizpůsobit své odjezdy sledováním odletů letadel a podařilo se mu dohodnout spolupráci s aerolinkami British Overseas Airways Corporation za vzniku BOAC-Cunard Ltd, ale v roce 1966 se toto spojení rozpadlo.

### Roky Trafalgar House

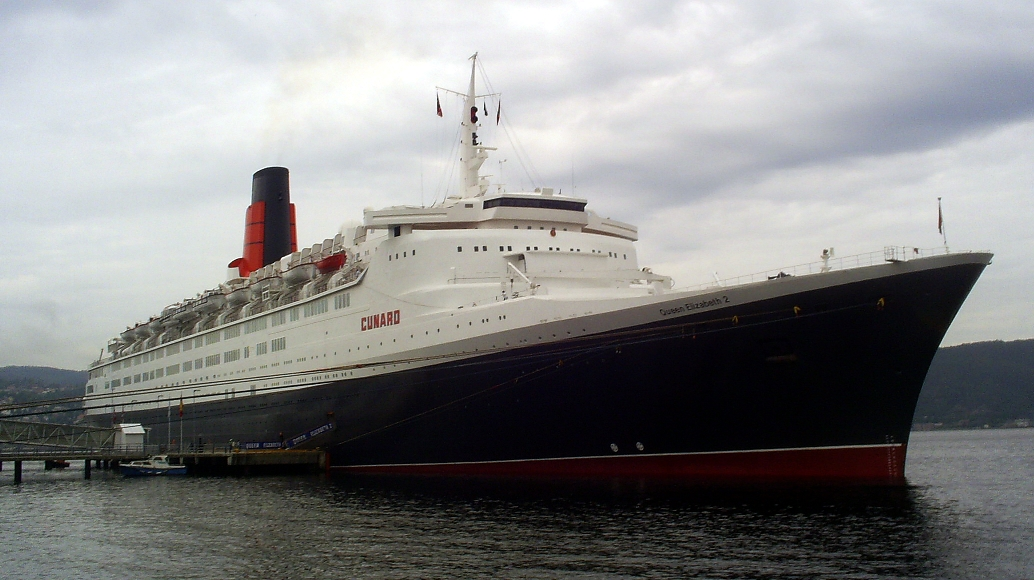
Queen Elizabeth 2 (70 300 BRT) v norském Trondheimu v roce 2006

V roce 1971, kdy byl Cunard odkoupen konglomerátem Trafalgar House, operoval s osobními a nákladními loděmi, hotely a letovisky. Jeho nákladní flotila čítala 42 lodí ve službě a 20 objednaných. Vlajkovou osobní lodí byla Queen Elizabeth 2. Trafalgar získal další dvě lodě a vlastnil většinu nákladních lodí. Během války o Falklandy sloužily Queen Elizabeth 2 a Cunard Countess jako lodě pro transport jednotek zatímco nákladní loď Atlantic Conveyor byla potopena střelou Exocet.
V roce 1983 Cunard získal Norwegian America Line a její dvě lodě. Tentýž rok se Trafalgar pokusil získat rejdařství P&O, které bylo založeno ve stejném roce jako Cunard, ale nakonec od svého záměru odstoupil. V roce 1988 Cunard koupil společnost Ellerman Lines a jeho flotilu lodí. O několik let později se rozhodl zanechat přepravování nákladu a soustředit se jen na výletní lodě. V letech 1989–1991 rozprodal všechny své nákladní lodě až na Atlantic Conveyor (II), kterou vlastnil až do roku 1996. V roce 1994 odkoupil od Royal Viking Line parník Royal Viking Sun.
V polovině 90. let se Cunard potýkal s problémy. Ocitl se pod nátlakem, když Queen Elizabeth 2 během první plavby v roce 1994 potkalo kvůli nedokončené renovaci několik defektů. Cestujícím musel na stížnostech vyplatit 13 milionů dolarů. Poté, co se roku 1995 ocitl ve ztrátě 25 milionů dolarů, se Trafalgar rozhodl najít nového výkonného ředitele, který by společnost zbavil problémů. V roce 1996 byl Trafalgar House získán norským konglomerátem Kværner, který zkoušel Cunard prodat. Když se ale nenašel žádný kupec, rozhodl se Kværner do Cunardu investovat a získat znovu jeho ztracenou reputaci.

### Carnival Corporation

Queen Mary 2 v Hamburku v roce 2006

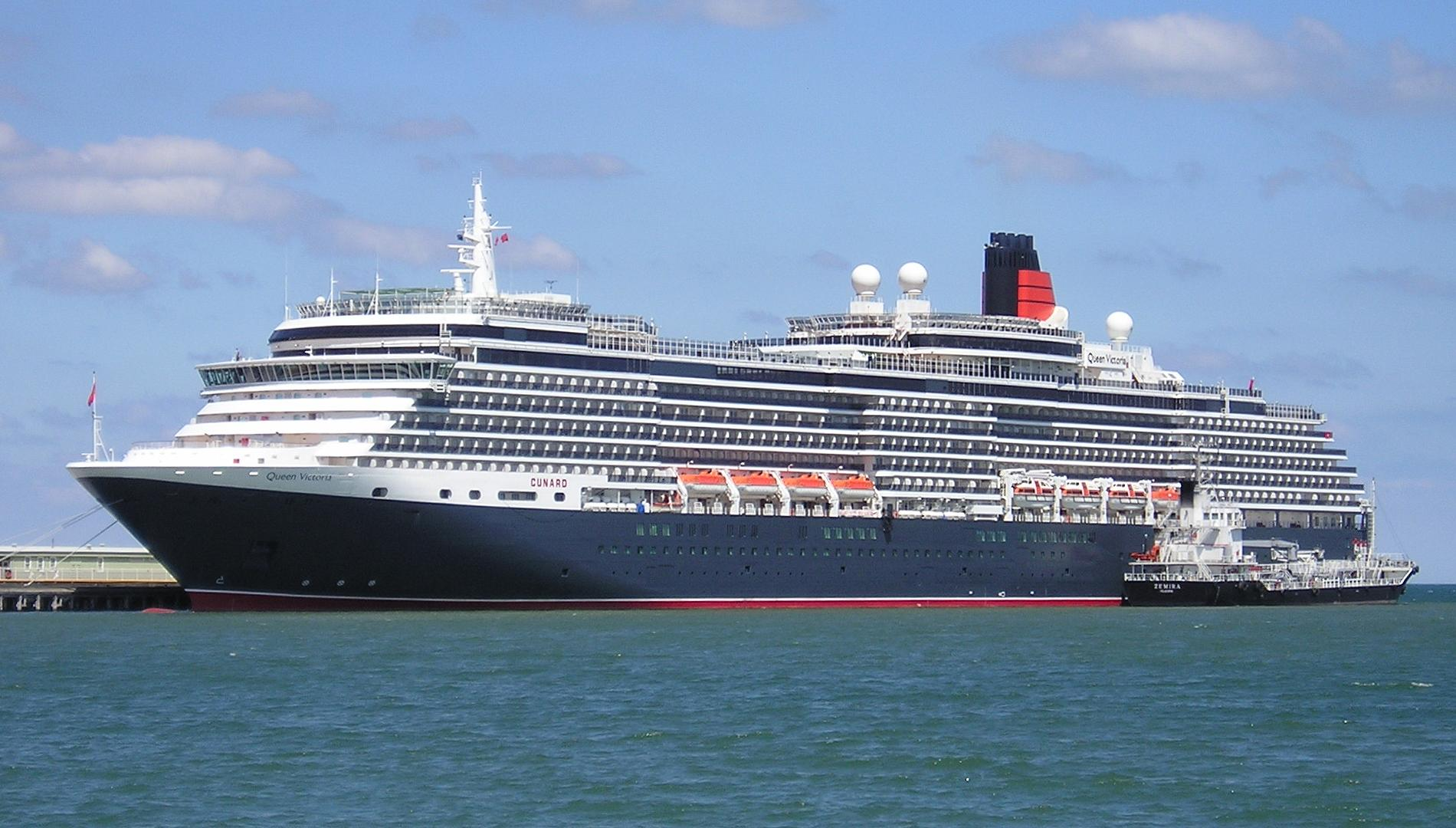
Queen Victoria z roku 2007

V roce 1998 byl Cunard prodán konglomerátu Carnival Corporation za 500 milionů dolarů. Příští rok získal Carnival zbývající akcie za 205 milionů dolarů. Každá ze společností Carnivalu se soustředila na jinou oblast a Cunard se měl opět stát tradiční britskou luxusní značkou. Pod sloganem „Pokrok od roku 1840“ se ve své kampani snažil propagovat eleganci a mystičnost cestování přes oceán. Z původních lodí mu zůstaly jen Queen Elizabeth 2 a Caronia. Společnost se nyní soustředila na nový projekt Queen Mary s cílem vybudovat novou loď na transatlantické plavby.
V roce 2001 byl Carnival největší společností ve svém oboru následován Royal Caribbean Cruises Ltd. a P&O Princess Cruises, které vznikly rozdělením původní P&O. Když se tyto dvě společnosti chtěly opět sloučit, snažil se Carnival na poslední chvíli získat P&O Princess Cruises, což se mu nakonec povedlo. Po sloučení Carnival přesunul sídlo Cunardu do města Santa Clarita v Kalifornii.
Po otevření Carnival House v roce 2009 v Southamptonu byla část výkonných činitelů Cunnardu přesunuta zpět do Británie pod Carnival UK. Po vzniku této britské pobočky měl nyní Carnival plc. přímou kontrolu nad všemi svými britskými zájmy včetně Cunardu.
V roce 2004 byla 36 let stará Queen Elizabeth 2 nahrazena novou Queen Mary 2. Caronia byla prodána a Queen Elizabeth 2 ještě sloužila do roku 2008, kdy byla vyřazena. V roce 2007 svoji flotilu rozšířil o Queen Victoria, která má na palubě malé muzeum historie Cunardu, a nakonec v roce 2010 dalším parníkem z třídy Vista, Queen Elizabeth.

## Flotila
| Loď                 | Vybudována | Ve službě pro Cunnard | Typ                       | Hrubá prostornost     | Poznámky                                                                                             |
| ------------------- | ---------- | --------------------- | ------------------------- | --------------------- | --- |
| Unicorn             | 1836       | 1840–1846             | dřevěný kolesový parník   | 650 BRT               | Přímořský parník zakoupený na linku do Montrealu, prodán v roce 1846.                                |
| Britannia           | 1840       | 1840–1849             | dřevěný kolesový parník   | 1 150 BRT             | Držitel rekordu východním směrem, prodán v roce 1849.                                                |
| Acadia              | 1840       | 1840–1849             | dřevěný kolesový parník   | 1 150 BRT             | Prodán v roce 1849.                                                                                  |
| Caledonia           | 1840       | 1840–1850             | dřevěný kolesový parník   | 1 150 GRT             | Prodán do Španělska v roce 1850.                                                                     |
| Columbia            | 1841       | 1841–1843             | dřevěný kolesový parník   | 1 150 BRT             | Modrá stuha, ztroskotal v roce 1843 beze ztráty na životech.                                         |
| Hibernia            | 1843       | 1843–1850             | dřevěný kolesový parník   | 1,400 BRT             | Prodán do Španělska 1850.                                                                            |
| Cambria             | 1845       | 1845–1860             | dřevěný kolesový parník   | 1 400 BRT             | Modrá stuha, prodán do Itálie 1860.                                                                  |
| America             | 1848       | 1848–1863             | dřevěný kolesový parník   | 1 850 BRT             | Modrá stuha, 1863 prodán.                                                                            |
| Niagara             | 1848       | 1848–1866             | dřevěný kolesový parník   | 1 850 BRT             | 1866 prodán.                                                                                         |
| Europa              | 1848       | 1848–1867             | dřevěný kolesový parník   | 1 850 BRT             | Modrá stuha, prodán 1867.                                                                            |
| Canada              | 1848       | 1848–1866             | dřevěný kolesový parník   | 1 850 BRT             | Držitel rekordu východním směrem, 1866 prodán.                                                       |
| Asia                | 1850       | 1850–1868             | dřevěný kolesový parník   | 2 250 BRT             | Modrá stuha, prodán 1868.                                                                            |
| Africa              | 1850       | 1850–1868             | dřevěný kolesový parník   | 2 250 BRT             | Prodán 1868.                                                                                         |
| Arabia              | 1852       | 1852–1864             | dřevěný kolesový parník   | 2 400 BRT             | 1864 prodán.                                                                                         |
| British Queen       | 1849       | 1852–1859             | dřevěný kolesový parník   | 773 BRT               | Získán 1852, rozebrán 1898.                                                                          |
| Andes               | 1852       | 1852–1859             | železný trup, lodní šroub | 1 400 BRT             | Prodán španělské vládě 1859.                                                                         |
| Alps                | 1853       | 1853–1859             | železný trup, lodní šroub | 1 400 BRT             | Prodán španělské vládě 1859.                                                                         |
| Jura                | 1854       | 1854–1860             | železný trup, lodní šroub | 2 200 BRT             | Prodán Allan Line 1860.                                                                              |
| Etna                | 1855       | 1855–1860             | železný trup, lodní šroub | 2 200 BRT             | Prodán Inman Line 1860.                                                                              |
| Persia              | 1856       | 1856–1869             | železný trup, kolesový    | 3 300 BRT             | Modrá stuha, 1868 odstaven a 1872 sešrotován.                                                        |
| Australian          | 1857       | 1860–1876             | železný trup, lodní šroub | 2 700 BRT             | Prodán 1876.                                                                                         |
| China               | 1862       | 1862–1880             | železný trup, lodní šroub | 2 550 BRT             | Prodán do Španělska 1880.                                                                            |
| Scotia              | 1862       | 1864–1878             | železný trup, kolesový    | 3 850 BRT             | Modrá stuhad, Prodán 1878.                                                                           |
| Cuba                | 1864       | 1865–1876             | železný trup, lodní šroub | 2 700 BRT             | 1876 prodán.                                                                                         |
| Java                | 1865       | 1865–1879             | železný trup, lodní šroub | 2 700 BRT             | 1879 prodán.                                                                                         |
| Russia              | 1867       | 1867–1880             | expresní                  | 2 950 BRT             | Prodán Red Star Line 1880.                                                                           |
| Siberia             | 1867       | 1867–1880             | parník střední třídy      | 2 550 BRT             | Prodán do Španělska 1880.                                                                            |
| Samaria             | 1868       | 1868–1892             | parník střední třídy      | 2 550 BRT             | Prodán 1892.                                                                                         |
| Batavia             | 1870       | 1870–1884             | parník střední třídy      | 2 550 BRT             | Prodán 1884.                                                                                         |
| Abyssinia           | 1870       | 1870–1880             | expres                    | 3 250 BRT             | Prodán Guion Line 1880.                                                                              |
| Algeria             | 1870       | 1870–1881             | expres                    | 3 250 BRT             | Prodán Red Star Line 1881.                                                                           |
| Parthia             | 1870       | 1870–1884             | parník střední třídy      | 3 150 BRT             | Prodán 1884, sešrotován 1955.                                                                        |
| Bothnia             | 1874       | 1874–1898             | expres                    | 4 550 BRT             | Prodán 1898.                                                                                         |
| Scythia             | 1875       | 1875–1899             | expres                    | 4 550 BRT             | Prodán 1899.                                                                                         |
| Gallia              | 1879       | 1879–1897             | express                   | 4 800 BRT             | Prodán Beaver Line 1899.                                                                             |
| Cathalonia          | 1881       | 1881–1901             | parník střední třídy      | 4 850 BRT             | Prodán 1901.                                                                                         |
| Cephalonia          | 1882       | 1882–1900             | parník střední třídy      | 5 500 BRT             | Prodán ruskému námořnictvu 1900, potopen.                                                            |
| Pavonia             | 1882       | 1882–1900             | parník střední třídy      | 5 500 BRT             | Prodán 1900.                                                                                         |
| Servia              | 1881       | 1881–1902             | expres                    | 7 400 BRT             | První železný parník na lince do New Yorku, sešrotován 1902.                                         |
| Aurania             | 1883       | 1883–1905             | expres                    | 7 250 BRT             | Prodán 1905.                                                                                         |
| Oregon              | 1883       | 1884–1886             | expres                    | 7,400 GRT             | Blue Riband, Postaven pro Guion Line, odkoupen roku 1884, potopen roku 1886 beze ztráty na životech. |
| Umbria              | 1884       | 1884–1910             | expres                    | 7 700 BRT             | Modrá stuha, prodán 1910.                                                                            |
| Etruria             | 1884       | 1884–1910             | expres                    | 7 700 BRT             | Modrá stuha, sold 1910.                                                                              |
| Campania            | 1893       | 1893–1914             | expres                    | 12 900 BRT            | Modrá stuha, prodán Royal Navy a přestavěn na letadlovou loď.                                        |
| Lucania             | 1893       | 1893–1909             | expres                    | 12 900 BRT            | Modrá stuha, sešrotován po požáru 1909.                                                              |
| Ultonia             | 1899       | 1899–1917             | parník střední třídy      | 10 400 BRT            | Potopen ponorkou 1917.                                                                               |
| Ivernia             | 1900       | 1900–1917             | parník střední třídy      | 14 250 BRT            | Potopen ponorkou 1917.                                                                               |
| Saxonia             | 1900       | 1900–1925             | parník střední třídy      | 14 250 BRT            | Prodán 1925.                                                                                         |
| Carpathia           | 1903       | 1903–1918             | parník střední třídy      | 13 600 BRT            | Zachránil trosečníky z Titanicu, potopen ponorkou 1918.                                              |
| Caronia             | 1905       | 1905–1932             | parník střední třídy      | 19 650 BRT            | Sešrotován 1932.                                                                                     |
| Carmania            | 1905       | 1905–1932             | parník střední třídy      | 19 650 BRT            | Sešrotován 1932.                                                                                     |
| Lusitania           | 1907       | 1907–1915             | expres                    | 31 550 BRT            | Modrá stuha,potopen ponorkou 1915.                                                                   |
| Mauretania          | 1907       | 1907–1934             | expres                    | 31 950 BRT            | Modrá stuha, sešrotován 1934.                                                                        |
| Franconia           | 1911       | 1911–1916             | parník střední třídy      | 18 100 BRT            | Potopen ponorkou 1916.                                                                               |
| Albania             | 1900       | 1911–1912             | parník střední třídy      | 7 650 BRT             | Postaven pro Thompson Line, odkoupen 1911, prodán 1912.                                              |
| Ascania             | 1911       | 1911–1918             | parník střední třídy      | 9 100 BRT             | Ztroskotal 1918.                                                                                     |
| Laconia             | 1912       | 1912–1917             | parník střední třídy      | 18 100 BRT            | Potopen ponorkou 1917.                                                                               |
| Andania             | 1913       | 1913–1918             | parník střední třídy      | 13 400 BRT            | Potopen ponorkou 1918.                                                                               |
| Alaunia             | 1913       | 1913–1916             | parník střední třídy      | 13 400 BRT            | Najel na minu 1916.                                                                                  |
| Aquitania           | 1914       | 1914–1950             | expres                    | 45 650 BRT            | Sešrotován 1950.                                                                                     |
| Orduna              | 1914       | 1914–1921             | parník střední třídy      | 15 700 BRT            | Odkoupen 1914, prodán 1921.                                                                          |
| Aurania             | 1916       | 1916–1918             | parník střední třídy      | 13 400 BRT            | Potopen ponorkou 1918.                                                                               |
| Albania             | 1920       | 1920–1930             | parník střední třídy      | 12 750 BRT            | Prodán do Libera Triestina 1930.                                                                     |
| Berengaria          | 1913       | 1921–1938             | expres                    | 51 950 BRT            | Vybudován pro HAPAG jako Imperator, odkoupen 1921, sešrotován 1938.                                  |
| Scythia             | 1921       | 1921–1958             | parník střední třídy      | 19 700 BRT            | Sešrotován 1958.                                                                                     |
| Samaria             | 1922       | 1922–1955             | parník střední třídy      | 19 700 BRT            | Sešrotován 1955                                                                                      |
| Laconia             | 1922       | 1922–1942             | parník střední třídy      | 19 700 BRT            | Potopen ponorkou 1942.                                                                               |
| Antonia             | 1922       | 1922–1942             | parník střední třídy      | 13 900 BRT            | Prodán admiralitě 1942.                                                                              |
| Austonia            | 1922       | 1922–1942             | parník střední třídy      | 13 900 BRT            | Prodán admiralitě 1942.                                                                              |
| Lancastria          | 1922       | 1922–1940             | intermediate              | 16 250 BRT            | Potopen 1940.                                                                                        |
| Franconia           | 1923       | 1923–1956             | parník střední třídy      | 20 200 BRT            | Sešrotován 1956.                                                                                     |
| Aurania             | 1924       | 1924–1942             | parník střední třídy      | 14 000 BRT            | Prodán admiralitě 1942.                                                                              |
| Carinthia           | 1925       | 1925–1940             | výletní                   | 20 200 BRT            | Potopen ponorkou 1940.                                                                               |
| Ascania             | 1925       | 1925–1956             | parník střední třídy      | 14,000 GRT            | Sešrotován 1956.                                                                                     |
| Alaunia             | 1925       | 1925–1942             | parník střední třídy      | 14 000 GRT            | Prodán admiralitě 1942.                                                                              |
| Queen Mary          | 1936       | 1936–1967             | expres                    | 80 750 GRT            | Modrá stuha, prodána 1967, nyní hotel.                                                               |
| Mauretania          | 1939       | 1939–1965             | expres                    | 37 750 BRT            | Sešrotována 1965.                                                                                    |
| RMS Queen Elizabeth | 1940       | 1940–1968             | expres                    | 83 650 BRT            | Prodán 1968, 1972 ji zachvátil požár a shořel.                                                       |
| Media               | 1947       | 1947–1961             | nákladní                  | 13 350 BRT            | Prodána Cogedar Line 1961 .                                                                          |
| Parthia             | 1947       | 1947–1961             | nákladní                  | 13 350 BRT            | Prodána P&O 1961.                                                                                    |
| Caronia             | 1949       | 1949–1968             | výletní                   | 34 200 BRT            | Prodána 1968, ztroskotal 1974.                                                                       |
| Saxonia Carmania    | 1954       | 1954-1962 1962-1973   | loď střední třídy výletní | 21 637 BRT 21 370 BRT | Prodány Black Sea Shipping Company 1973.                                                             |
| Ivernia Franconia   | 1955       | 1955-1963 1963-1973   | loď střední třídy výletní | 21 800 BRT            | Prodány Far Eastern Shipping Company 1973.                                                           |
| Carinthia           | 1956       | 1956–1968             | loď střední třídy         | 21 800 BRT            | Prodána Sitmar Line 1968.                                                                            |
| Sylvania            | 1957       | 1957–1968             | loď střední třídy         | 21 800 BRT            | Prodána Sitmar Line 1968                                                                             |
| Queen Elizabeth 2   | 1969       | 1969–2008             | expres                    | 70 300 BRT            | Prodána 2008, odstavena v Port Rashid.                                                               |
| Cunard Adventurer   | 1971       | 1971–1977             | výletní                   | 14 150 BRT            | Prodán Norwegian Cruise Line 1977.                                                                   |
| Cunard Ambassador   | 1972       | 1972–1974             | výletní                   | 14 150 BRT            | Prodán po požáru 1974.                                                                               |
| Cunard Countess     | 1975       | 1976–1996             | výletní                   | 17 500 BRT            | Prodán Awani Cruise Line 1996.                                                                       |
| Cunard Princess     | 1975       | 1977–1995             | výletní                   | 17 500 BRT            | Prodán MSC Cruises 1995.                                                                             |
| Sagafjord           | 1965       | 1983–1997             | výletní                   | 24 500 BRT            | Postaven pro Norwegian America Line, prodán Saga Cruises 1997.                                       |
| Vistafjord Caronia  | 1973       | 1983-1999 1999-2004   | výletní                   | 24 300 BRT            | Postaven pro Norwegian America Line,prodán Saga Cruises 2004.                                        |
| Sea Goddess I       | 1984       | 1986–1998             | výletní                   | 4 333 BRT             | Postaven pro Sea Goddess Cruises, prodán Seabourn Cruise Line 1998.                                  |
| Sea Goddess II      | 1985       | 1986–1998             | výletní                   | 4 333 BRT             | Postaven pro Sea Goddess Cruises, prodán Seabourn Cruise Line 1998.                                  |
| Royal Viking Sun    | 1988       | 1994–1999             | výletní                   | 37 850 BRT            | Postaven pro Royal Viking Line, prodán Seabourn Cruise Line 1999.                                    |
| Queen Mary 2        | 2004       | 2004–současnost       | expres                    | 150 000 GT            | Ve službě.                                                                                           |
| Queen Victoria      | 2007       | 2007–současnost       | výletní                   | 90 000 GT             | Ve službě.                                                                                           |
| Queen Elizabeth     | 2010       | 2010–současnost       | výletní                   | 92 000 GT             | Ve službě.                                                                                           |